# Deviation
Deviation — белорусская панк-рок группа, основанная в 1993 году в городском посёлке Большая Берестовица братьями Стасом и Андреем Почобутами. Лидер группы определил её музыкальный стиль как «смесь панка и хардкора, плюс немного регги и фолка». Группа «Deviation» является победителем музыкального фестиваля «Басовішча-1999» и названа «лучшей белорусской рок-группой года» по версии издания «Музыкальная газета». Коллектив рассматривается как наиболее значимый элемент белорусской DIY панк-культуры.
Подавляющее большинство песен группы имеет политическую окраску анархического содержания: в песнях критикуется фашизм, тоталитаризм, проавоохранительные органы, а также президент Республики Беларусь Александр Лукашенко.

## История
Группа «Deviation» основана в августе 1993 года в городском посёлке Большая Берестовица, где Стaс и Aндрeй начали свои первые репетиции. Отработка творчества коллектива проходила в Берестовицком клубе культуры, подвалах, бомбоубежищах и гаражах. 12 ноября 1993 года состоялся первый концерт группы, в ходе которого среди прочих была исполнена песня «Милицейский террор», посвящённая бывшему главе Берестовицкого РУВД, который застрелил из табельного оружия свою жену и ранил сына. Данный факт впоследствии стал основанием для задержания участников группы. Вскоре братья переехали в Гродно. В 1995 году группа выступила на фестивале «Раздавим фaшистскую гaдину 95», где они исполнили 3 песни. В 1996 году после избрания первого президента Республики Беларусь был издан первый альбом «Lukaschenko … Uber Alles», в котором содержалось острая критика А. Г. Лукашенко. В 1997 году был издан второй альбом «Хуй вам, або таталітарызм ня пройдзе!», который содержал нецензурную лексику. Он стал более популярным, чем предыдущий. В нём содержится не только критика режима, но и лидера оппозиционной партии КХП БНФ Зенона Позняка В 1998 году группа участвовала на культовом фестивале белорусского музыки «Басовішча-1998». В том же году был организован первый легальный концерт «Deviation», в котором группа выступала вместе с N.R.M. В 1999 году «Deviation» победила на фестивале «Басовішча-1999» и участвовала на фестивале «Раздавим фашистскую гадину», а также получила звание «Самого лучшей белорусской рок-группы года» по версии «Музыкальной газеты». В конце 1990-х гг. и начале 2000-х группа проводила довольно интенсивную концертную деятельность в Польше и России. С участием коллектива был организован мини-тур по Беларуси, проводимый совместно с группой Contra La Contra и немецкой Morbid Rage. В 2001 году во Франции группа издала свой третий альбом «Guerrila urbana», содержание песен которого среди прочего критикует систему принудительного призыва в ряды вооружённых сил Беларуси. В том же году группа участвовала в фестивале «Раздавим фашистскую гадину-3». В 2009 году после большого перерыва деятельности в форме интернет-релиза вышел четвёртый альбом «Чарговы дзень пад акупацыяй», получивший наибольшую известность и много положительных отзывов от белорусских и зарубежных музыкальных критиков. В данном альбоме делается акцент на критику деятельности белорусских правоохранительных органов.
С начала 2010-х годов группа не ведёт активной концертной деятельности в связи с тем, что лидер группы Стас Почобут живёт в Санкт-Петербурге. За время своего существования группа «Deviation» имела немного разрешённых властями концертов в Беларуси. Известность ей принесли в основном частные концерты и многие квартирники, благодаря которым некоторые музыкальные критики называют группу «панк-легендой из Гродно». Некоторые песни группы инспирированы творчеством зарубежных творцов и являются результатом перевода песен из других языков: так, например, песня «Твой бацька фашыст», за исключением последнего куплета, является переводом хита 80-х годов «Твой папа — Фашист» российской группы «Телевизор», «День пабеды» — кавер на творчество российской группы «АукцЫон», а песня «Будучым ворагам дзяржавы» создана по мотивам знаменитого польского стихотворения «Do prostego człowieka» Юлиана Тувима. Все альбомы, кроме последнего, записывались на студии через Финика (Сергей Финский). Последний альбом был записан в гараже, при поддержке Ultra Pultra Rec.
В конце апреля 2016 года солист группы, Стас Почобут, выступал на родине коллектива городе Гродно. Во время выступления в баре было отключено электричество, так как администрации заведения не понравилась слово «фашист» в песне «Твой бацька фашыст». Тем не менее, Стас продолжил исполнение песен без микрофона и в полной темноте. Позже Гродненский суд присудил штраф в 25 миллионов белорусских рублей организаторам концерта, так как мероприятие прошло без согласования с отделом идеологии Гродненского горисполкома.

## Состав

### 1993
- Стас Почобут (вокал/гитара)
- Андрей Почобут (бас)
- Бахтияр (барабаны)

### 1995 - 1998
- Стас Почобут (вокал)
- Куркуль (гитара)
- Андрей Почобут (бас)
- Баламут (ударные)

### 2000—2005
- Стас Почобут (вокал)
- Андрей "Филя" Филипович ( (гитара)
- Никита "Паровоз" Павроз (бас)
- Андрей «Муха» Гудач (ударные)

### 2006—2009
- Стас Почобут (вокал)
- Никита «Паровоз» Павроз (бас)
- Андрей «Муха» Гудач (ударные)
- Белка (гитара)
- Хомяк (труба)

в разное время в deviation играли: Шаман (барабаны и соло-гитара), Чиль (барабаны), Руслан "Чен" Ящик,(барабаны), Андрей "Вялый" (гитара)

## Дискография

### Альбомы в составе группы
| №  | Название                  | Длительность |
| -- | ------------------------- | ------------ |
| 1. | «Fuck it all»             | 2:15         |
| 2. | «М.Т. забіць мянта»       |              |
| 3. | «Дзе ж ты»                | 4:38         |
| 4. | «Лезбi каханне»           |              |
| 5. | «Хачу быць тваім сабакам» | 3:52         |
| 6. | «Дзякуй лукашэнка!»       | 0:49         |
| 7. | «Камуна, вярніся»         | 4:39         |
| 8. | «Сацыяльны прымус»        | 1:48         |
| 9. | «Сьметнікавае рэгі»       | 4:02         |

| №   | Название                       | Длительность |
| --- | ------------------------------ | ------------ |
| 1.  | «Сустрэнемся на барыкадах»     | 2:33         |
| 2.  | «Грамадзянская вайна»          | 3:47         |
| 3.  | «Прастытуцыя»                  | 2:31         |
| 4.  | «З разбітага шкла»             | 3:23         |
| 5.  | «Эўрапейскія апачы»            | 7:14         |
| 6.  | «Апавяданьне пра апошняе лета» | 2:06         |
| 7.  | «Хуй вам!»                     | 3:41         |
| 8.  | «Утопія»                       | 6:32         |
| 9.  | «Здрайца»                      | 4:01         |
| 10. | «Новы час»                     |              |
| 11. | «Беларуская восень»            | 5:21         |

| №   | Название            | Длительность |
| --- | ------------------- | ------------ |
| 1.  | «Уступ»             | 4:44         |
| 2.  | «Guerrilla urbana»  | 2:30         |
| 3.  | «Сістэма РБ»        | 3:02         |
| 4.  | «Нянавісьць»        | 2:57         |
| 5.  | «Жыць у дзяржаве»   | 4:02         |
| 6.  | «Ябаш ваенкаматы!»  | 4:26         |
| 7.  | «9_1_7»             | 3:13         |
| 8.  | «Супраціўленьне»    | 2:19         |
| 9.  | «Камень - бюлэтэнь» | 3:20         |
| 10. | «Праца»             | 2:59         |
| 11. | «Думай самастойна!» | 2:57         |

| №                   | Название                   | Длительность |
| ------------------- | -------------------------- | ------------ |
| 1.                  | «Пад акупацыяй»            | 1:24         |
| 2.                  | «Будучым ворагам дзяржавы» | 1:17         |
| 3.                  | «Забі мяне мент»           | 3:22         |
| 4.                  | «Пяшчота»                  | 3:40         |
| 5.                  | «БМА»                      | 2:46         |
| 6.                  | «Заябала»                  | 2:36         |
| 7.                  | «Сэкс з прэзідэнтам»       | 2:44         |
| 8.                  | «Восень. верасень»         | 3:13         |
| 9.                  | «Твой бацька фашыст»       | 4:49         |
| 10.                 | «Целепузік лу-лу»          | 0:19         |
| 11.                 | «День победы»              | 3:21         |
| 12.                 | «Памятай свае карані»      | 0:13         |
| 13.                 | «Калi лука здохне»         | 2:33         |
| Общая длительность: | Общая длительность:        | 32 мин       |

### Сольные альбомы
| №  | Название                 | Длительность |
| -- | ------------------------ | ------------ |
| 1. | «Пандэмія»               |              |
| 2. | «Вясна»                  |              |
| 3. | «Бюлетэнь - Камень»      |              |
| 4. | «Ты Жывеш Насупраць....» |              |
| 5. | «Пяшчота»                |              |

| №  | Название    | Длительность |
| -- | ----------- | ------------ |
| 1. | «Туняядзец» |              |
| 2. | «Анархія»   |              |
| 3. | «Пандэмія»  |              |
| 4. | «Дырэктар»  |              |
| 5. | «Спружына»  |              |